# スクイーズ演算子
量子物理学において、電磁場の1つのモードのスクイーズ変換は次で定義される。
{\displaystyle {\hat {S}}(z)=\exp \left({1 \over 2}(z^{*}{\hat {a}}^{2}-z{\hat {a}}^{\dagger 2})\right)}
{\displaystyle z=re^{i\theta }}
ここで{\displaystyle {\hat {a}},{\hat {a}}^{\dagger }}は生成消滅演算子である。これはユニタリー演算子である。
{\displaystyle S(\zeta )S^{\dagger }(\zeta )=S^{\dagger }(\zeta )S(\zeta )={\hat {1}}}
生成消滅演算子に作用すると、
{\displaystyle {\hat {S}}^{\dagger }(z){\hat {a}}{\hat {S}}(z)={\hat {a}}\cosh r-e^{i\theta }{\hat {a}}^{\dagger }\sinh r}
{\displaystyle {\hat {S}}^{\dagger }(z){\hat {a}}^{\dagger }{\hat {S}}(z)={\hat {a}}^{\dagger }\cosh r-e^{-i\theta }{\hat {a}}\sinh r}
スクイーズ演算子は量子光学でよく用いられ、多くの状態に作用する。
例えば真空に作用すると、真空スクイーズド状態が作られる。
スクイーズ演算子がコヒーレント状態に作用するとスクイーズドコヒーレント状態が作られる。スクイーズ演算子は変位演算子と交換しない。
{\displaystyle {\hat {S}}(z){\hat {D}}(\alpha )\neq {\hat {D}}(\alpha ){\hat {S}}(z)}
また生成消滅演算子とも交換しない。よってスクイーズ演算子を使う時は注意が必要である。しかし次の簡単な関係が存在する。
{\displaystyle {\hat {D}}(\alpha ){\hat {S}}(z)={\hat {S}}(z){\hat {S}}^{\dagger }(z){\hat {D}}(\alpha ){\hat {S}}(z)={\hat {S}}(z){\hat {D}}(\gamma )}
{\displaystyle \gamma =\alpha \cosh r+\alpha ^{*}e^{i\theta }\sinh r} 
変位演算子とスクイーズ演算子の両方が真空に作用するとスクイーズド状態が得られる。
{\displaystyle {\hat {D}}(\alpha ){\hat {S}}(r)|0\rangle =|\alpha ,r\rangle }